# 科伊杜

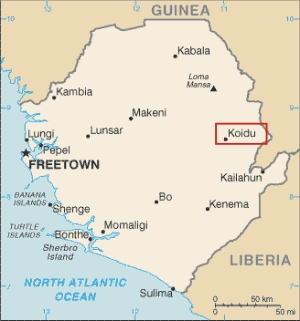
獅子山與科伊杜

科伊杜，旧称塞法杜（Sefadu），是塞拉利昂的第四大城，2004年時有87,789人。該城盛產鑽石。科伊杜原來是獅子山的第二大城，但是在獅子山內戰中受到破壞。該城受到嚴重的掠奪，而且因為當地大量的鑽石礦藏而常常成為爭奪的地方。世界各地的援助人員及組織協助重建科伊杜及改善當地設施，以配合逃亡鄰國多年後回國的獅子山難民。